# 33210 Johnrobertson
33210 Johnrobertson este o planetă minoră (asteroid), cu un diametru de 3,19 km, din centura de asteroizi. A fost descoperită pe 20 martie 1998 la Experimental Test Site⁠(d) de Lincoln Near-Earth Asteroid Research. 
Obiectul prezintă o orbită caracterizată de o semiaxă mare de 2,7097028 UAi, o excentricitate de 0,04, o înclinație de 6,30895 ° în raport cu ecliptica.